# 가주지 하루히데
카쥬지 하루히데(일본어: 勧修寺 晴秀 かじゅうじ はるひで[*])는 센고쿠 시대부터 아즈치모모야마 시대에 살았던 공경이다.

## 생애
내대신 카쥬지 타다토요의 아들이다. 무로마치 막부 12대 쇼군 아시카가 요시하루에게서 편휘를 받아, 하루히데(晴秀)라 칭했다 (후에 하레미기/하루스케/하레스케(晴右)로 개명했다). 호는 쇼코쿠(松国)이다.

### 관직 이력
- 덴분
  - 19년 (1550년) 11월 26일 - 참의, 후에 곤츄나곤
- 덴쇼
  - 원년 (1573년) - 곤다이나곤
  - 2년 (1574년) - 정2위
  - 4년 (1576년) 11월 - 난토텐소를 맡아, 코후쿠지 별당의 인사에 개입해, 오다 노부나가로부터 칩거를 명령받는다
  - 5년 (1577년) 1월 1일 - 사망
  - 14년 (1586년) 12월 - 증내대신
- 게이초
  - 4년 (1599년) 12월 13일 - 증좌대신

## 일기
『하레미기 공기(晴右公記)』 등으로 불리며, 교토대학이 소장하고 있고, 『속사료대성(続史料大成)』에 보관되고 있다.